# La Vera

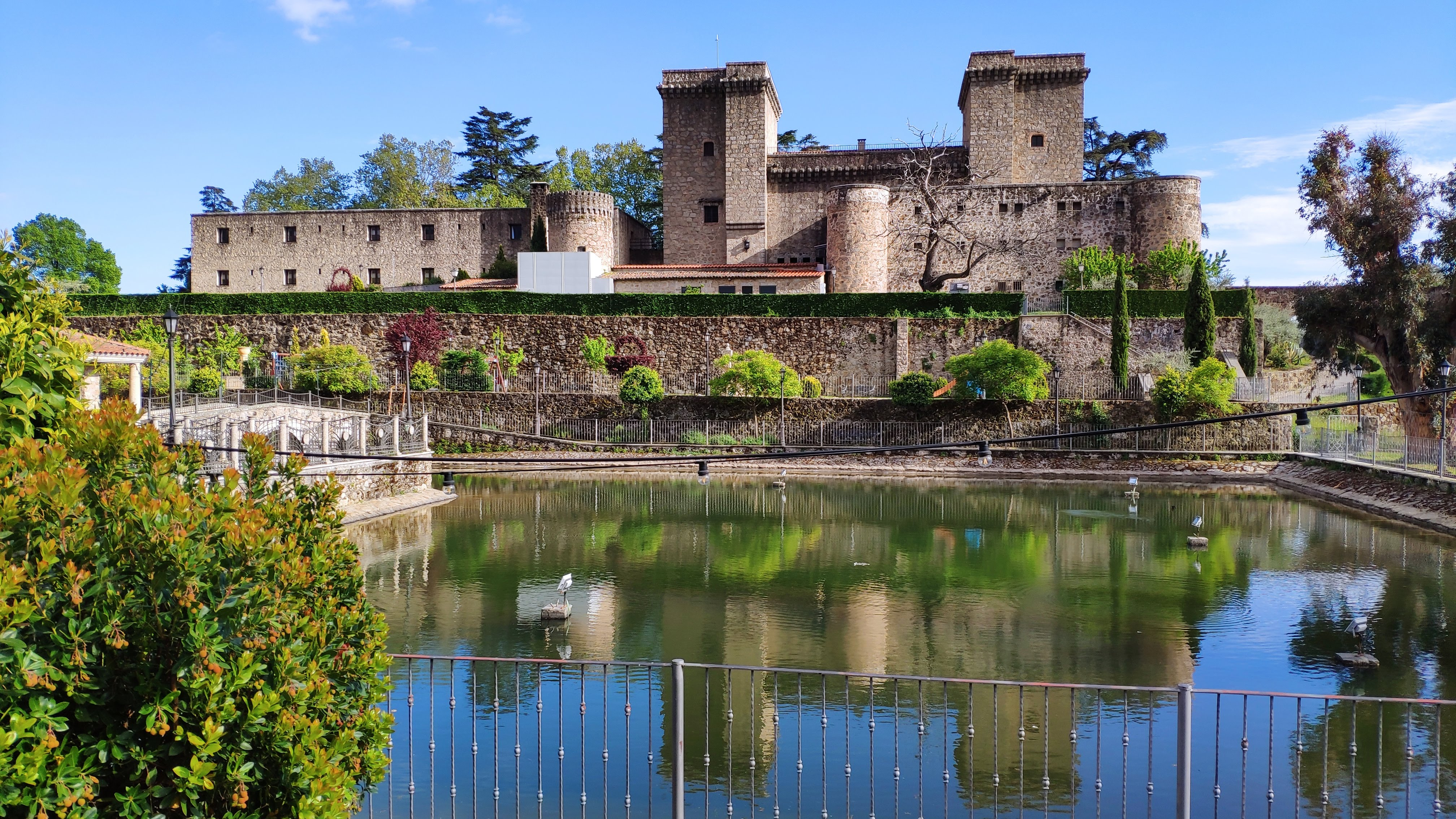
, também conhecido como Palácio dos condes de Oropesa e Castelo de

La Vera, no passado chamada La Vera de Plasencia, é uma comarca espanhola, localizada no nordeste da província de Cáceres, na comunidade autônoma da Estremadura. A Mancomunidade de la Vera é constituída por 19 municípios e duas entidades locais menores; tem 886,2 km² de área e em 2019 tinha 23 932 habitantes (densidade: 0 hab./km²).
A sede da comarca histórica é Plasencia, a qual não integra a mancomunidade. Esta tem a sua sede em Cuacos de Yuste, onde também se encontra a sede da Associação para o Desenvolvimento Integral da Comarca de la Vera (ADICOVER). No entanto, a localidade mais populosa da mancomunidade é Jaraíz de la Vera.

## Localização
A Mancomunidade de la Vera limita a noroeste com o Vale do Jerte, a nordeste e leste com a comunidade autônoma de Castela e Leão, a sudeste com a província de Toledo, a sul com  a comarca de Campo Arañuelo e a oeste e sudoeste com a Terra de Plasencia. Os povoados da comarca estão localizados a sul da Serra de Gredos, circunstância que determina o clima e o meio natural característicos deste território. Ao sul da comarca fica o rio Tiétar, no qual desembocam as torrentes de montanha e riachos que nascem na serra.[carece de fontes?]
Sua economia tem deixado de ser eminentemente agrária para dedicar-se ao turismo.[carece de fontes?] Sua proximidade relativa com Madrid tem convertido a comarca num lugar cada vez mais destinado a residências de final de semana. Pela beleza e fertilidade da zona, os romanos identificaram a zona com os Campos Elísios. Jaraíz de la Vera, a principal cidade da comarca, é uma das maiores cidades da província de Cáceres, porém não exerce a maior influência na comarca, pois tal função é realizada de facto por Plasencia.

## Clima
O clima de La Vera tem uma marcada influência atlântica que causa abundantes chuvas nos meses de outono e inverno. As temperaturas máximas e mínimas são mais amenas do que as demais zonas de Estremadura devido principalmente à Serra de Gredos, que no inverno abriga de os ventos do norte e no verão refresca a forte insolação diurna com suaves brisas que fluem da montanha ao vale, efeito meteorológico conhecido como brisas de montanha e brisas de vale.

## Municípios da Mancomunidade de la Vera
| Município                | Área (km²) | População (2021) | Densidade (hab./km²) | Nome tradicional       |
| ------------------------ | ---------- | ---------------- | -------------------- | ---------------------- |
| Aldeanueva de la Vera    | 37,5       | 2 035            | 54,3                 | Aldeanueva             |
| Arroyomolinos de la Vera | 23,2       | 433              | 18,7                 | Arroyomolinos          |
| Collado de la Vera       | 44,9       | 217              | 4,8                  | Collao                 |
| Cuacos de Yuste          | 52,6       | 847              | 16,1                 | Cuacos                 |
| Garganta la Olla         | 48,0       | 924              | 19,3                 | Garganta               |
| Gargüera de la Vera      | 52,0       | 178              | 3,4                  | Gargüera               |
| Guijo de Santa Bárbara   | 35,1       | 388              | 11,1                 | Guijo                  |
| Jaraíz de la Vera        | 62,5       | 6 499            | 104                  | Jaraíz                 |
| Jarandilla de la Vera    | 61,5       | 2 843            | 46,2                 | Jarandilla             |
| Losar de la Vera         | 82,0       | 2 658            | 32,4                 | Losar                  |
| Madrigal de la Vera      | 42,0       | 1 566            | 37,3                 | Madrigal               |
| Pasarón de la Vera       | 39,0       | 606              | 15,5                 | Pasarón                |
| Robledillo de la Vera    | 12,8       | 262              | 20,5                 | Robledillo e Robreillo |
| Talaveruela de la Vera   | 21,3       | 316              | 14,8                 | Talaveruela            |
| Tejeda de Tiétar         | 52,8       | 770              | 14,6                 | Tejeda e Tejea         |
| Torremenga               | 12,0       | 587              | 48,9                 | Torremenga             |
| Valverde de la Vera      | 47,0       | 438              | 9,3                  | Valverde               |
| Viandar de la Vera       | 28,0       | 213              | 7,6                  | Viandar                |
| Villanueva de la Vera    | 132,0      | 2 114            | 16                   | Villanueva             |